# Euphorbia margalidiana
Euphorbia margalidiana Kuhbier & Lewej. – gatunek rośliny z rodziny wilczomleczowatych (Euphorbiaceae Juss.). Występuje endemicznie na hiszpańskiej wysepce Ses Maragalides w pobliżu północnego brzegu Ibizy w archipelagu Balearów. 

## Morfologia
PokrójKrzew lub niewielkie drzewo o soczystych pędach.

## Biologia i ekologia
Występuje wzdłuż skalistego brzegu wysepki Ses Maragalides. Rośnie w szczelinach sypkich wapiennych skał i głazów. Wymaga dobrego światła i wysokich temperatur.
Na Balearach występują jeszcze dwa endemiczne gatunki wilczomlecza: E. maresii, który nie jest zagrożony wyginięciem, oraz E. fontqueriana, który jest poważnie zagrożony i występuje tylko na Majorce.

## Ochrona
W Czerwonej księdze gatunków zagrożonych został zaliczony do kategorii CR – gatunków krytycznie narażonych na wyginięcie. Gatunek został sklasyfikowany w tej kategorii, ponieważ znany jest tylko z jednej małej subpopulacji, a liczebność populacji ma tendencję spadkową. Obecnie populacja obejmuje tylko bardzo mały obszar o powierzchni około ośmiu hektarów i składa się z nie więcej niż 200 osobników.
Głównymi zagrożeniami dla tego gatunku są coraz bardziej suche środowisko oraz ryzyko upadku z urwiska, gdzie występuje ta roślina. Monitorowanie stanu jego populacji jest trudne, ponieważ skały, na których rośnie są niestabilne i niebezpieczne.
Gatunek ten jest wymieniony w rozporządzeniu ministerialnym jako gatunek specjalnego interesu narodowego w ochronione Balearów. Nielegalne jest podejmowanie wszelkich działań, które mogłyby uszkodzić tę roślinę. E. margalidiana jest również wymieniona w załączniku I (zagrożony wyginięciem) dekretu 439/90, co gwarantuje mu ochronę w jego naturalnym środowisku. Ponadto jest również wymieniona w Atlasie Zagrożonej Flory Hiszpanii. Na arenie międzynarodowej roślina jest chroniona dzięki załącznikowi I konwencji berneńskiej oraz jako gatunek o znaczeniu priorytetowym w załącznikach II i IV dyrektywy siedliskowej.
Nie podjęto jednak żadnych bezpośrednich działań mających zapewnić ochronę gatunku w miejscu jego naturalnego występowania. Podjęto natomiast działania ochrony ex situ, między innymi poprzez uprawę w kilku miejscach, w tym w ogrodach botanicznych Ogród Botaniczny Soller (Majorka) i Ogród Botaniczny Marimurtra (Barcelona) w Hiszpanii. Ponadto nasiona są zachowane w bankach nasion. Obecnie studiuje na zmienność genetyczną materiału pobranego z roślin uprawianych ex situ.